# بيثويل موزيو
بيثويل موزيو (من مواليد 2 فبراير 2000)، المعروف أيضًا باسم موزيو موزيو ، هو لاعب كرة قدم ناميبي يلعب لنادي الدرجة الأولى الوطني بلاك ليوباردز ومنتخب ناميبيا الوطني .

## مسيرته مع الأندية
مثل موزيو موطنه الأصلي إقليم أوماهيكي في كأس الصحف الناميبية 2018 .  بحلول موسم 2021 الدوري الناميبي الممتاز لكرة القدم ، انضم إلى فريق تورا ماجيك .  بصفته عضوًا في كاسونا إف أي، كان هداف بطولة رامبلرز بانك ويندهوك تحت 21 سنة لعام 2022 التي أقيمت على ملعب رامبلرز في ويندهوك . واصل الفريق الفوز بالبطولة الافتتاحية.  
في يوليو 2022، انضم موزيو إلى نادي بلاك ليوباردز من دوري الدرجة الأولى الوطني لجنوب إفريقيا بعد تألقه في كأس كوسافا 2022 . كان العقد لموسم واحد مع خيار لموسم إضافي إذا حصل النادي على ترقية إلى دوري جنوب أفريقيا الممتاز .  بعد اللعب في مباريات ما قبل الموسم مع النادي، قارن المدرب جويل ماسوثا موزيو بمواطنه الناميبي في جنوب إفريقيا بيتر شالوليلي . 

## مسيرته الدولية
مثل موزيو ناميبيا على مستوى الشباب في تصفيات كأس الأمم الإفريقية تحت 20 سنة 2019 . وسجل في مباراة الإياب 1-1 مع بوتسوانا. ومع ذلك، تم إقصاء ناميبيا بأهداف خارج أرضها .   تم اختياره ضمن تشكيلة بوبي ساماريا المؤقتة قبل مباريات تصفيات كأس الأمم الأفريقية 2023 ضد بوروندي وكينيا .  في يوليو 2022، تم اختيار موزيو في القائمة النهائية لناميبيا لكأس كوسافا 2022 بواسطة كولين بنجامين .  ظهر لأول مرة على المستوى الدولي في 12 يوليو 2022 في المباراة الافتتاحية للفريق، وقاد الفريق الهجومي في الفوز 2-0 على مدغشقر .  في مباراة ناميبيا التالية بالبطولة، سجل هدف الفوز في مرمى موزمبيق ليرسل البلاد إلى نهائي كأس COSAFA للمرة الرابعة على الإطلاق. 

### الأهداف الدولية
آخر تحديث في 15 يوليو 2022. 
| العدد | التاريخ       | المكان                                   | الخصم   | النتيجة | النتيجة النهائية | المسابقة         |
| ----- | ------------- | ---------------------------------------- | ------- | ------- | ---------------- | ---------------- |
| 1     | 15 يوليو 2022 | ملعب موسى مابيدا ، ديربان ، جنوب أفريقيا | موزمبيق | 1 –0    | 1-0              | كأس كوسافا 2022 ‏ |

### إحصائيات مسيرته الدولية
آخر تحديث لعبت المباراة 5 يوليو 2023.
| منتخب ناميبيا | منتخب ناميبيا | منتخب ناميبيا |
| السنة         | المشاركات     | الأهداف       |
| ------------- | ------------- | ------------- |
| 2022          | 3             | 1             |
| 2023          | 3             | 0             |
| المجموع       | 6             | 1             |

## روابط خارجية
- بيثويل موزيو على فرق كرة القدم الوطنية.كوم
- بيثويل موزيو  على سكروي
- بيثويل موزيو على الأرشيف الرياضي العالمي